# Stefano Zanatta
Stefano Zanatta (Treviso, 28 de gener de 1964) va ser un ciclista italià, que fou professional entre 1986 i 1995. Un cop retirat passà a desenvolupar tasques de director esportiu en diferents equips.

## Palmarès
- 1985
  - 1r a l'Astico-Brenta
- 1993
  - Vencedor d'una etapa de la Ruta Mèxic

### Resultats al Giro d'Itàlia
- 1986. 139è de la classificació general
- 1987. 112è de la classificació general
- 1989. 112è de la classificació general
- 1990. 152è de la classificació general
- 1991. 132è de la classificació general
- 1992. 114è de la classificació general
- 1993. 126è de la classificació general
- 1994. Abandona (12a etapa)
- 1995. 104è de la classificació general

### Resultats al Tour de França
- 1988. 142è de la classificació general
- 1989. Abandona (6a etapa)
- 1991. 141è de la classificació general
- 1993. 104è de la classificació general

### Resultats a la Volta a Espanya
- 1992. 142è de la classificació general